# Shiguan, Lai'an
Shiguan (kinesiska: 施官) är en köping i östra Kina. Den ligger i Lai'an härad i staden Chuzhou i provinsen Anhui, omkring 140 kilometer nordost om provinshuvudstaden Hefei. Antalet invånare är 34 157. Befolkningen består av 16 882 kvinnor och 17 275 män. Barn under 15 år utgör 15,0 %, vuxna 15-64 år 73 %, och äldre över 65 år 11,0 %.